# Инцидент в Оцу
Инциде́нт в О́цу (яп. 大津事件) — покушение на жизнь цесаревича Николая Александровича, осуществлённое в японском городе Оцу 29 апреля [11 мая] 1891 года. Наследник престола, посетивший страну в рамках восточного путешествия, подвергся нападению полицейского Цуды Сандзо, когда вместе с двумя принцами — греческим Георгом и японским Арисугавой — возвращался в Киото после посещения озера Бива.
Цуда кинулся к коляске, в которой рикша вёз Николая, и саблей успел нанести два удара. Хотя полученные Николаем раны не были тяжёлыми, программа пребывания в Японии была нарушена; 1 [13] мая Николай вернулся на крейсер «Память Азова», где отпраздновал свой 23-й день рождения, а ещё через шесть дней отплыл во Владивосток.
Члены японского правительства надеялись на вынесение полицейскому смертного приговора путём широкого толкования 116-й статьи Уголовного кодекса, предполагавшей данное наказание за осуществление преступления в отношении членов японской императорской семьи. Несмотря на политическое давление на судебную власть, Цуда Сандзо был приговорён к пожизненной каторге, а уже через несколько месяцев после вынесения решения скончался в тюрьме на острове Хоккайдо.

## Восточное путешествие. Прибытие в Японию

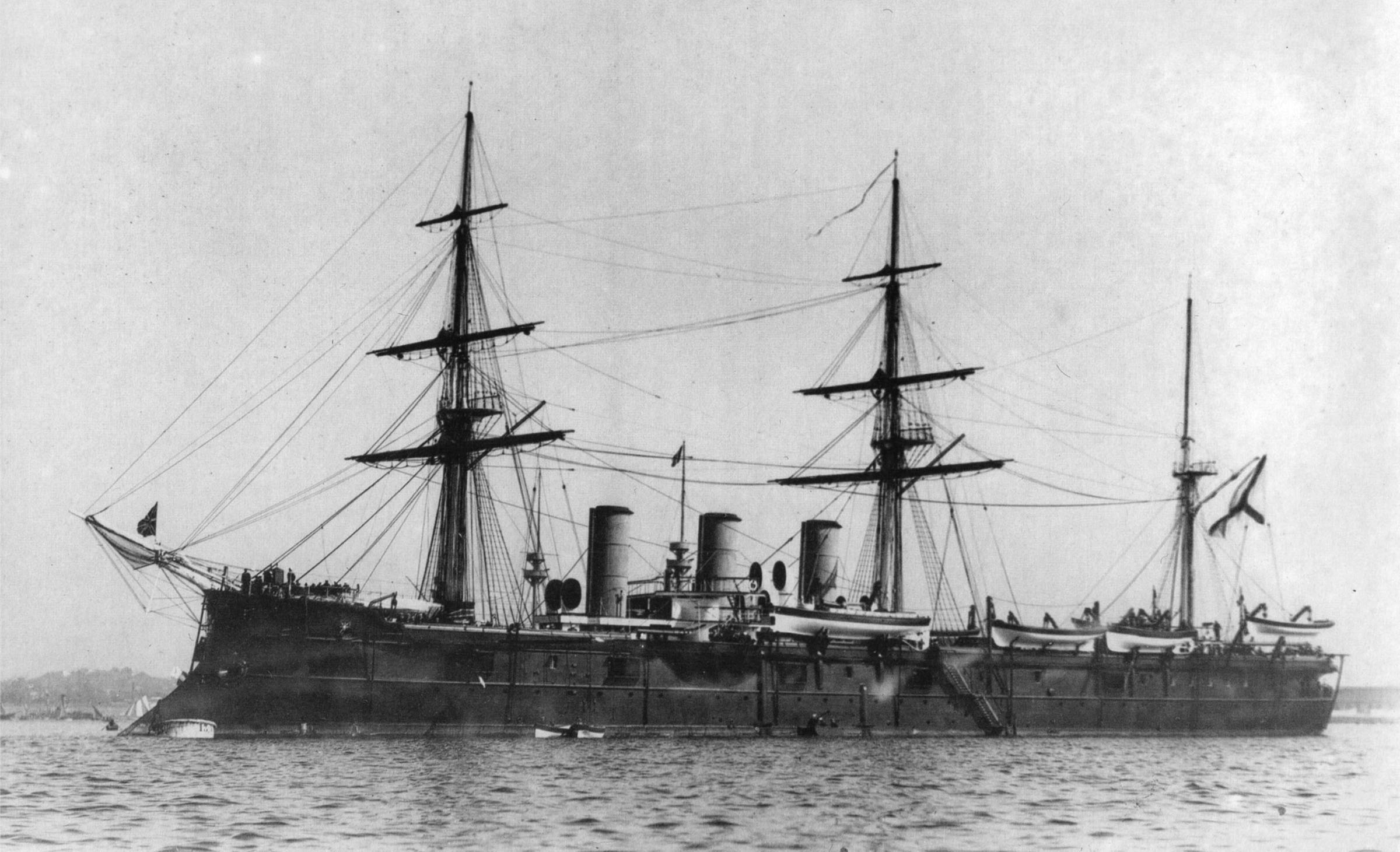
Крейсер «Память Азова»

Двадцатидвухлетний Николай Александрович отправился в путешествие с целью повышения уровня знаний и ознакомления с государственным устройством других стран. В общей сложности поездка продолжалась более девяти месяцев: из Гатчины отправились 23 октября [4 ноября] 1890 года, вернулись в Санкт-Петербург 4 [16] августа 1891 года. Постоянными сопровождающими цесаревича в пути были князья Владимир Барятинский, Виктор Кочубей, Николай Оболенский и Эспер Ухтомский, а также Евгений Волков. В Греции к путешественникам присоединился правнук Николая I принц Георг.
Последним иностранным государством, которое планировалось посетить, значилась Страна восходящего солнца; по воспоминаниям Сергея Витте, идея направить своего сына на Дальний Восток «явилась у императора Александра III». В Японии цесаревич планировал провести месяц. Предполагалось, что он посетит различные регионы страны, а в Токио остановится в выполненной в западном стиле резиденции принца Арисугавы Тарухито; на ремонт и отделку здания были выделены 20 000 иен.
В Стране восходящего солнца Николай Александрович стал не первым представителем династии Романовых; до него там побывали Алексей Александрович и Александр Михайлович. Визит цесаревича, по словам историка Александра Мещерякова, «безусловно, льстил самолюбию японцев, ведь члены царствующих европейских домов такого калибра никогда ещё не посещали Японию. Обычно это были внуки, вторые или третьи сыновья действующих монархов».
В преддверии визита российские дипломаты отслеживали содержание материалов прессы. Издание «Нити нити симбун», в частности, исключало проведение Российской империей экспансионистской политики; оно писало: «В Европе Россию можно сравнить с рыкающим львом или разгневанным слоном, тогда как на Востоке она подобна ручной овечке или спящей кошке. Кто же скажет, что Россия может кусаться на Востоке, и кто станет утверждать, что она преследует в Азии крайние политические цели! Всё это не более, как трусость и недомыслие».

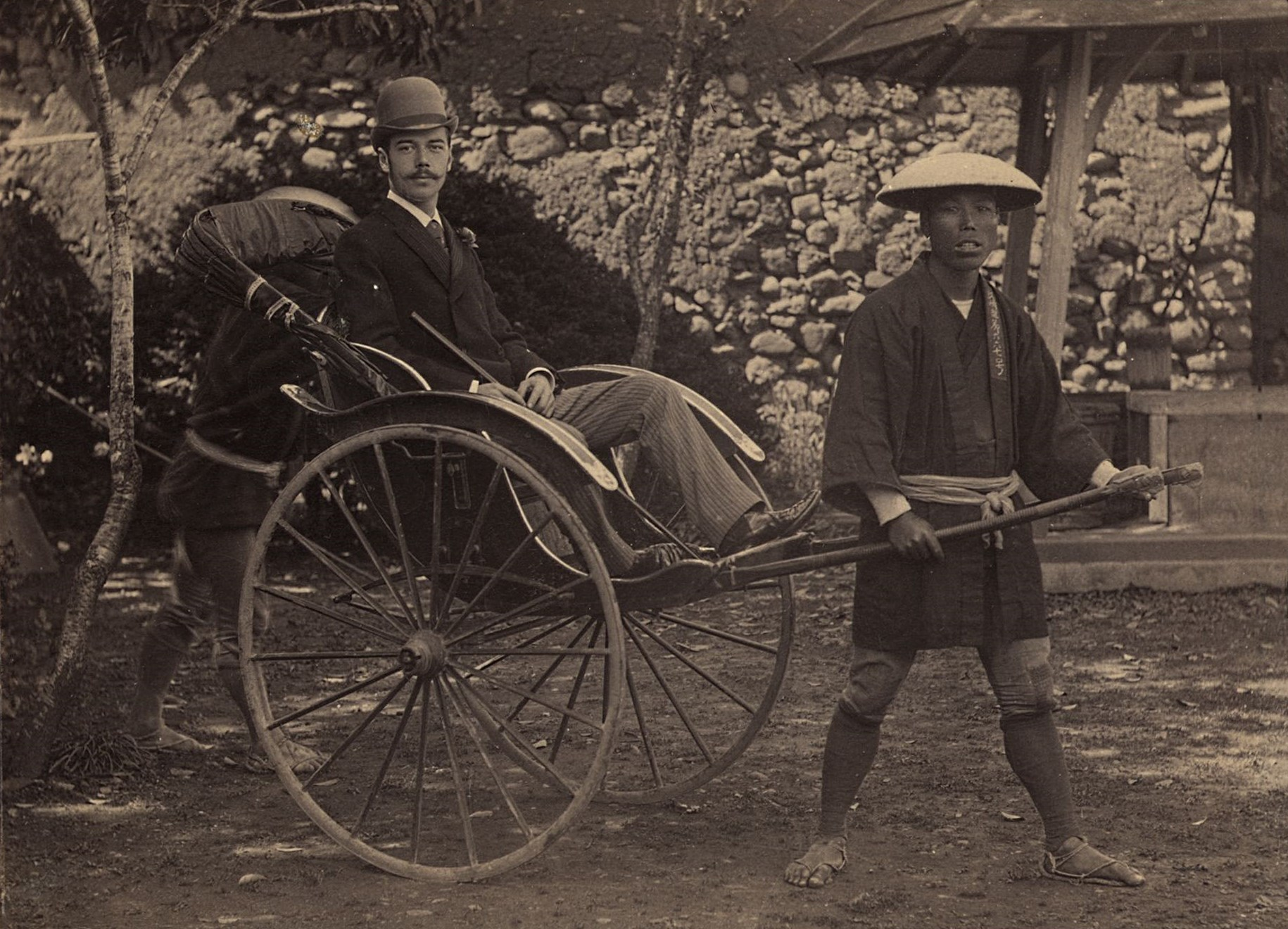
Николай Александрович в Нагасаки

В депеше от 16 [28] февраля 1891 года русский представитель в Токио Дмитрий Шевич писал о неспокойной внутриполитической обстановке и распространении среди японцев ксенофобских настроений, что вылилось в ноябре 1890 года в нападение на российкое посольство. В преддверии визита цесаревича дипломат был обеспокоен и задержкой во введении в уголовное законодательство Японии статьи, предусматривающей наказание за нападение на представителей царских семей и миссий иностранных государств. По его мнению, правительство должно было «серьёзно позаботиться о доставлении себе легальных средств для укрощения каких-либо поползновений со стороны японских анархистов оскорбить чем-либо неприкосновенную особу августейшего гостя Императора». Министр иностранных дел Японии Аоки Сюдзо заверял Шевича в полной безопасности Николая на время его пребывания в стране.
В более поздней, от 3 [15] марта, депеше Дмитрий Шевич писал: «По мере того, как приближается время прибытия в Японию Государя Наследника Цесаревича, в здешнем общественном мнении начинает проявляться довольно чувствительное изменение в смысле некоторого сближения с Россиею… Влиятельная политическая газета „Иомиури симбун“, трактуя на днях о приезде в Японию Наследника Цесаревича, констатирует, что „посещение страны сей наследником величайшего государства на свете представляет собою для Японии международное событие жизненной важности“. Поэтому „Иомиури симбун“ выражает убеждение, что японский народ встретит августейшего путешественника с подобающим Его званию уважением и почестями».
15 [27] апреля возглавляемая крейсером «Память Азова» эскадра подошла к Нагасаки. В течение нескольких дней Николай и Георг по возможности инкогнито знакомились с городом и ближайшими окрестностями. Из Нагасаки крейсер отплыл в Кагосиму, а затем в Кобе; уже оттуда вечером 27 апреля [9 мая] Николай на поезде направился в Киото; там он остановился в отеле «Токива». Специально к приезду гостей в городе была воздвигнута триумфальная арка с надписью на русском языке «Добро пожаловать!». Киото, по воспоминаниям Эспера Ухтомского, встречал цесаревича «обычным лишь в очень торжественных случаях убранством»: кроме флагов (российских, греческих и японских), дома были увешаны «фонариками и хлопчато-бумажной материей».

## События 11 мая 1891 года

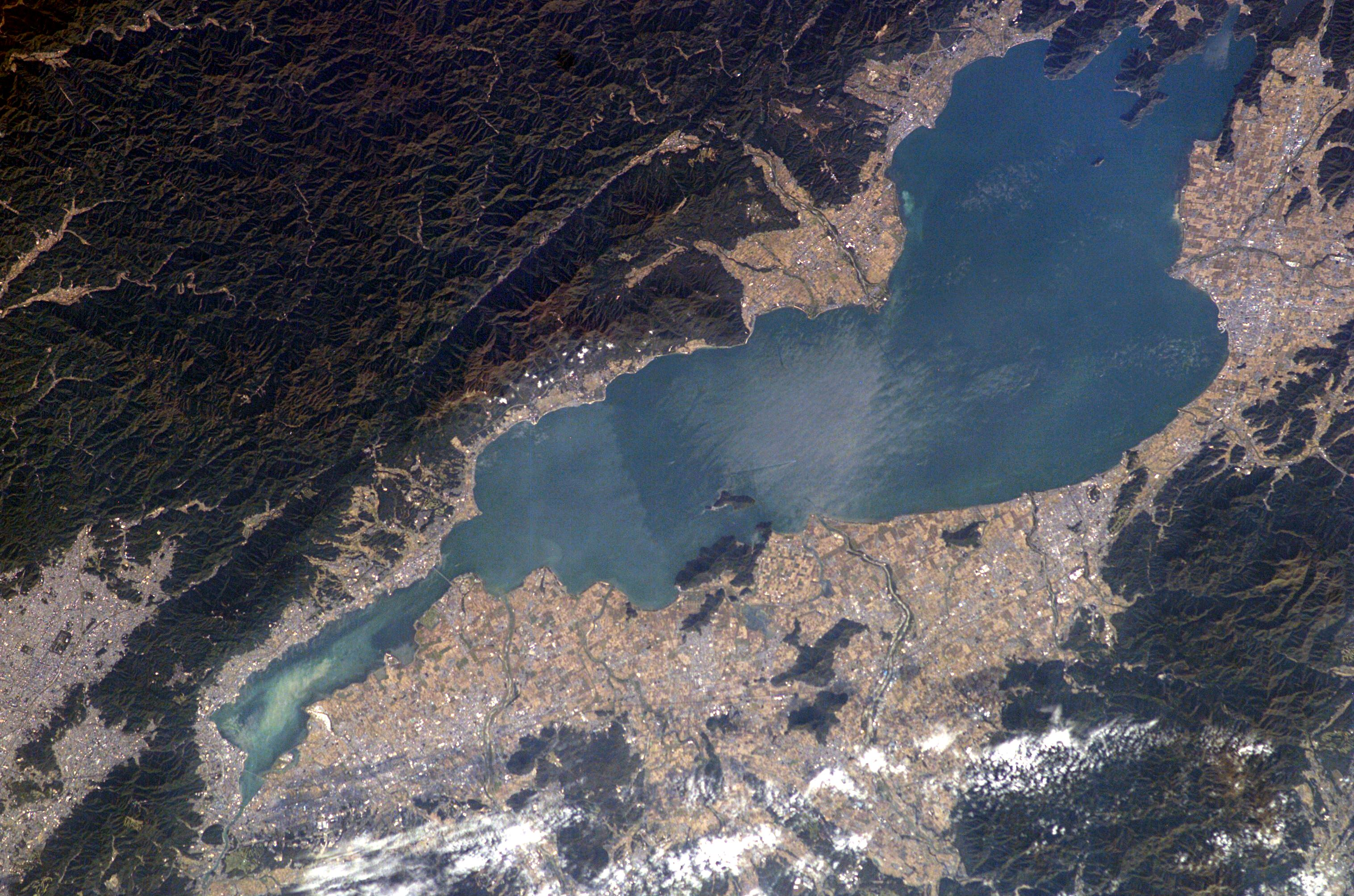
Озеро Бива, Оцу и Киото на современной карте

В понедельник, 29 апреля [11 мая] 1891 года, утром греческий принц Георг, цесаревич Николай и японский принц Арисугава Такэхито, сопровождавший российского гостя на протяжении всего визита в Японию, отправились из Киото в расположенный на берегу озера Бива город О́цу. Там они посетили храм Мии-дэра. «После прогулки на маленьком пароходе по озеру… — писал „Правительственный вестник“, — все отправились в губернаторский дом, где был сервирован завтрак. Во время завтрака Наследник Цесаревич говорил о радушной народной встрече как в Киото, так и в самом Оцу, и в тёплых выражениях благодарил местного губернатора за все его любезности».
Так же как и в Киото, в Оцу принцев приветствовали размахивавшие флажками японцы. Из-за узости улиц, препятствующей развитию гужевого транспорта, движение происходило с использованием не конных экипажей, а рикш, тянуть коляску с пассажирами которым помогали толкачи. Обычно толкач был один, однако в тот раз из уважения их число было увеличено до двух.
От жителей Оцу требовалось, чтобы никто не следил за высокими гостями со второго этажа (поскольку ни один человек не мог располагаться выше членов императорских семей), а при их появлении — снять головные уборы. За всем этим следили полицейские, чья работа осложнялась вызванной этикетом невозможностью повернуться к принцам спиной и как следствие должным образом наблюдать за толпой. Полицейские отстояли друг от друга на расстоянии около 18 метров.
Во втором часу дня процессия направилась в Киото. Они ехали в колясках друг за другом: Николай с котелком на голове — в пятой по счёту, Георг — в шестой, а Арисугава — в седьмой; в прочих расположились представители японских властей и члены свиты. В то время как, по оценке Эспера Ухтомского, порядка 50 рикш пересекали город Оцу, на улице Симо-Когарасаки один из полицейских, Цуда Сандзо, внезапно бросился к Николаю и успел нанести ему два скользящих удара саблей. Николай выпрыгнул из коляски и бросился бежать.
По показаниям свидетелей, первым человеком, попытавшимся задержать преступника, оказался Георг: бамбуковой тростью, купленной в тот же день, он ударил нападавшего, однако не сумел сбить того с ног. Следом на замешкавшегося Сандзо бросился рикша Николая Мукохата Дзисабуро, и после того как оружие выпало у Цуды из рук, рикша Георга, Китагаити Ититаро, схватил саблю и ударил ею нападавшего по спине.
Инцидент, писал «Правительственный вестник», произошёл «не более как в 15 или 20 секунд, так что кинувшиеся со всех сторон полицейские успели схватить злодея только тогда, когда он уже лежал на земле». «Никогда не забуду, — говорил Дмитрий Шевич, — зверского выражения его лица, когда, скаля зубы, он отвечал на… вопрос, что он — „самурай“. Глубокая неукротимая ненависть пылала в его глазах…».
По сообщению газеты «Асахи симбун», «перепуганная свита в один миг окружила наследника, была быстро подготовлена постель в доме владельца галантерейного магазина. Однако наследник отказался лечь в постель; его усадили у входа в магазин и сделали перевязку, при этом он спокойно курил». Цесаревич заявил: «Это ничего, только бы японцы не подумали, что это происшествие может чем-либо изменить мои чувства к ним и признательность мою за их радушие»; те же слова он повторил подбежавшему к нему Арисугаве Такэхито.
Согласно медицинскому заключению, составленному в день покушения, Николай имел следующие повреждения:
- затылочно-теменную рану линейной формы длиной 9 сантиметров с разошедшимися краями, проникающую через всю толщу кожи до кости и находящуюся в области правой теменной кости;
- лобно-теменную рану длиной 10 сантиметров выше первой на 6 сантиметров, идущую почти параллельно ей и проникающую через всю кожу до кости;
- поверхностную поперечную рану длиной около 4 миллиметров на правой ушной раковине;
- поверхностную поперечную рану длиной около 1 сантиметра на тыле кисти правой руки, между указательным и большим пальцами.

Во время обработки лобно-теменной раны был извлечён осколок кости клиновидной формы длиной около двух с половиной сантиметров.
По окончании перевязки Николай снова сел в коляску и в сопровождении других принцев, свиты и построенных для его охраны солдат добрался до губернаторского дома, где ему сделали новую перевязку. После этого цесаревич был доставлен в Киото, где ему врачами российской эскадры были наложены швы.

## Заботы о Николае. Завершение пребывания в Японии
Через 20 минут после происшествия Арисугава Такэхито в своей телеграмме сообщал об «ужасном» характере раны; многие члены правительства, сформированного Мацукатой Масаёси всего пятью днями ранее, опасались, что покушение может привести к войне между странами; в народе распространились слухи даже о смерти Николая. По распоряжению императора Мэйдзи в Киото были направлены члены правительства и врачи; по его же просьбе туда прибыл православный епископ Николай (Касаткин), пользовавшийся у японцев большим уважением и впоследствии выступивший между японским императором и российским наследником в качестве переводчика. Мэйдзи и его супруга Харуко направили в связи со случившимся послания Александру III и Марии Фёдоровне соответственно.

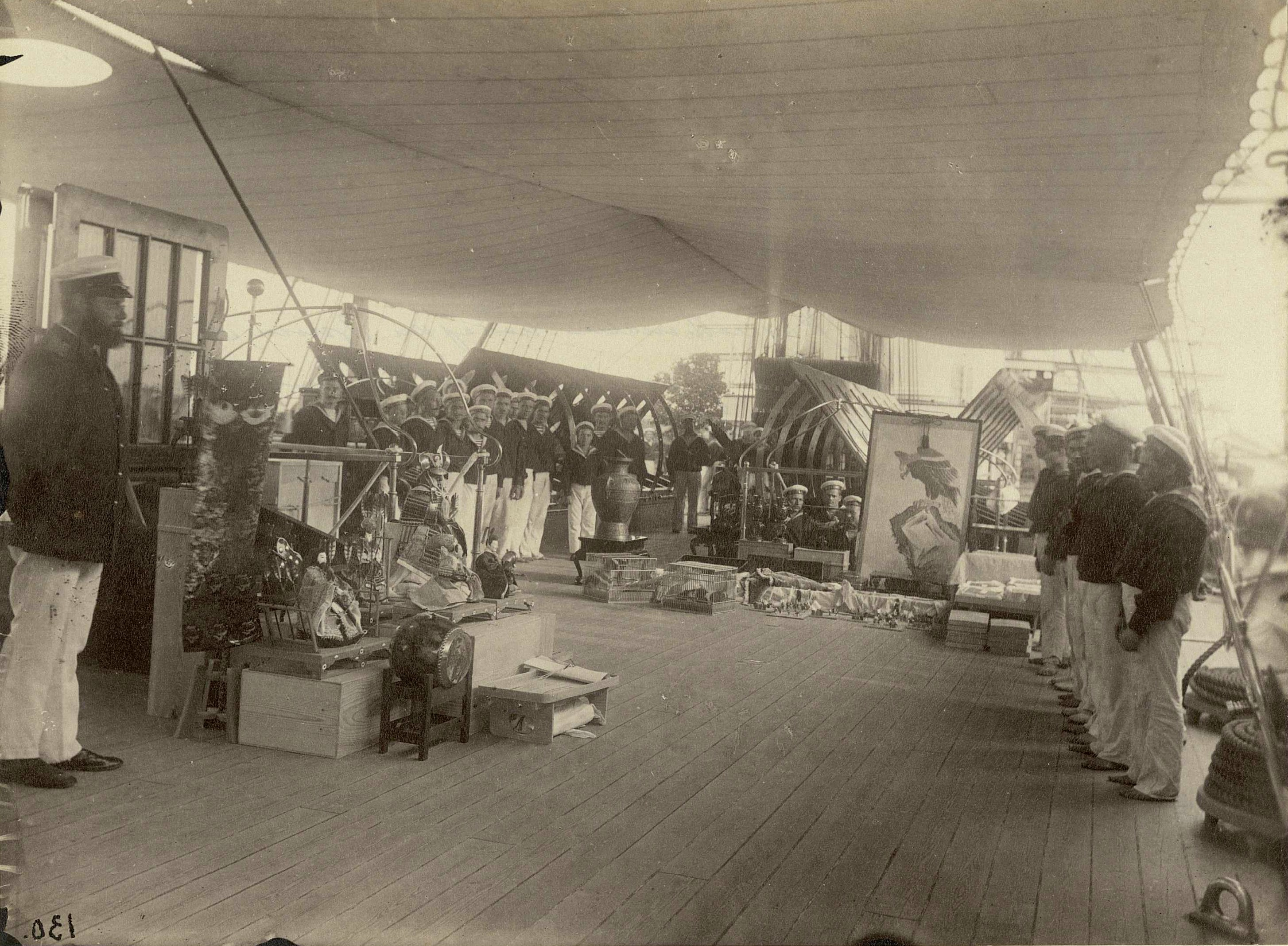
Подарки японцев Николаю Александровичу на «Памяти Азова»

В знак уважения к раненому цесаревичу на следующий день после нападения были закрыты токийская биржа, некоторые школы, токийский театр кабуки, а также другие места развлечений. Для покоя Николая экипажам и рикшам было запрещено подъезжать непосредственно к гостинице, а на её стоянку коляски доставлялись на руках; в течение пяти дней в публичных домах не принимали клиентов. В связи с покушением в Киото были направлены представители Токийского городского собрания, обеих палат Национального парламента, Токийского университета и других организаций.
Мэйдзи специальным поездом вместе с Ито Хиробуми и несколькими профессорами медицины ранним утром 30 апреля [12 мая] отправился из Токио в Киото и уже вечером был там. На вокзале императора встречал Дмитрий Шевич; в разговоре с ним Мэйдзи выразил радость по поводу неопасности раны, назвал произошедшее «величайшей печалью» своей жизни, сообщил о намерении оставаться в Киото до выздоровления пострадавшего и выразил желание немедленно с тем встретиться. Российский дипломат заметил, что цесаревич, вероятно, уже лёг в постель, в связи с чем встреча была отложена.
На следующий день, 1 [13] мая, утром Мэйдзи посетил Николая, выразил ему глубокое сожаление по поводу инцидента, заверил в скором наказании нападавшего и высказал надежду, что после поправки тот посетит Токио и увидит живописные места в других уголках Японии. Цесаревич поблагодарил императора, но заявил, что вопрос о посещении будет рассмотрен в России. В тот же день Николай был доставлен на «Память Азова», где криками «Ура!» его встречали члены команды.
Александр III и Министерство иностранных дел Российской империи приняли решение закончить путешествие цесаревича по Японии. Посещение Токио было отменено, и хотя епископ Николай призывал цесаревича придерживаться первоначальных планов, тот больше не покидал пределов корабля и, в числе прочего, не посетил православный собор, чьё завершение строительства было приурочено как раз к его визиту. Дмитрий Шевич предлагал отплывать как можно скорее, полагая, что «инцидент произошёл из-за невнимательности правительства, хотя японское правительство гарантировало безопасность наследника, это непростительно и неизвестно, что может случиться в дальнейшем».

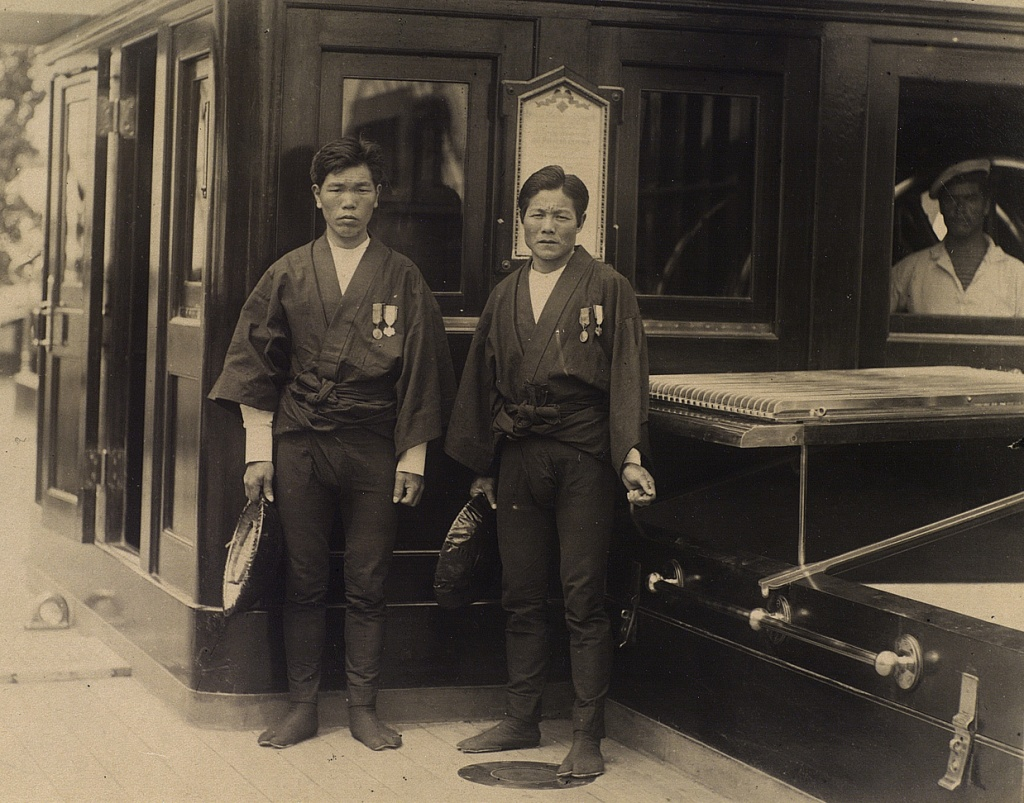
Рикши принцев Георга (Китагаити Ититаро, слева) и Николая (Мукохата Дзисабуро)

Накануне отплытия, 6 [18] мая, цесаревич впервые отпраздновал день рождения вдали от родины. По описанию «Правительственного вестника», в тот день «три парохода, нагруженные самыми разнообразными подношениями… вышли из Осаки и, став перед фрегатом Его Высочества, высадили депутацию, которая просила о милостивом принятии посильных приношений… К вечеру палуба „Памяти Азова“ была буквально завалена художественными произведениями, сельскими продуктами, лакомствами и т. п.»; на корабль с поздравлениями прибыли министр иностранных дел Японии Аоки Сюдзо и принц Китасиракава Ёсихиса, вечером был дан салют.
В тот же день на «Память Азова» были приглашены рикши Николая и Георга. Цесаревич лично наградил их орденами Святой Анны; по распоряжению Александра III Китагаити и Мукохата получили по 2500 иен единовременно и 1000 иен в качестве пожизненной пенсии (тысяча иен в то время равнялась годовой зарплате члена парламента). Кроме того, вручило ордена, а также учредило ежегодную пенсию в размере 36 иен двоим рикшам и японское правительство. Оно же присвоило ордена Николаю и членам его свиты.
7 [19] мая Николая на корабле в сопровождении двух принцев (Арисугавы Тарухито и Китасиракавы) и других официальных лиц посетил Мэйдзи; до того момента не было случаев, чтобы император Японии ступал на корабль иностранного государства. Отдельные члены японского правительства опасались, что русские могут выкрасть Мэйдзи, однако тот настоял на посещении, заявив, что русские не являются варварами и совершить такое неспособны. По сообщению «Правительственного вестника», «состоявшийся затем завтрак имел весьма задушевный характер. Во время завтрака Наследник Цесаревич пил за здоровье императора и императрицы Японии, на что царственный гость Его Высочества отвечал тостом за Государя Императора и Государыню Императрицу. По окончании завтрака Высочайшие Особы распрощались самым сердечным образом, и император съехал с фрегата».
Во второй половине дня эскадра снялась с якоря и направилась во Владивосток. В личном послании императору Мэйдзи Николай написал:
| Прощаясь с Вами, Ваше Величество, я не могу не выразить подлинную благодарность за добрый приём со стороны Вашего Величества и Ваших подданных. Я никогда не забуду добрых чувств, проявленных Вашим Величеством и Императрицей. Глубоко сожалею, что был не в состоянии лично приветствовать Её Величество Императрицу. Мои впечатления от Японии ничем не омрачены. Я глубоко сожалею, что не смог нанести визит Вашему Величеству в императорской столице Японии. |

И хотя после инцидента в Оцу цесаревич в своём дневнике писал, что не сердится «на добрых японцев за отвратительный поступок одного фанатика», по словам Сергея Витте, покушение вызвало в душе Николая отрицательное отношение к Стране восходящего солнца и её жителям: «Поэтому понятно, что император Николай, когда вступил на престол, не мог относиться к японцам особенно доброжелательно, и когда явились лица, которые начали представлять Японию и японцев как нацию крайне антипатичную, ничтожную и слабую, то этот взгляд на Японию с особой лёгкостью воспринимался императором, а поэтому император всегда относился к японцам презрительно». Кроме того, Николай, по наблюдениям Витте, неоднократно называл японцев «макаками».
По мнению историка Петра Подалко, «нападение на Николая II в молодости… не могло не оставить у него неприятных воспоминаний. А немедленно последовавшие затем извинения японцев, по-восточному бурные и где-то даже чрезмерно „подобострастные“, могли заронить в душе будущего императора сомнения в их искренности и вызвать чувство некоторой пренебрежительности и „несерьёзности“ по отношению к этой стране… Он считал, что Япония никогда не посмеет первой напасть на Россию». Ещё одним результатом, связанным с покушением на цесаревича, по его же словам, является избежание «реальной перспективы оказаться перед угрозой возникновения борьбы за престол, ибо Александр III был уже тогда смертельно болен».
После покушения оставшуюся жизнь Николая II мучили головные боли; ежегодно 29 апреля [11 мая] он заказывал молебны «во здравие» и благодарил в молитвах Георга за спасение. Годы спустя, по словам историка Джорджа Ленсена, травмой головы политические противники Николая объясняли его недостатки как главы государства.
Требований о компенсации со стороны Российской империи предъявлено не было.

## Суд над Цудой Сандзо

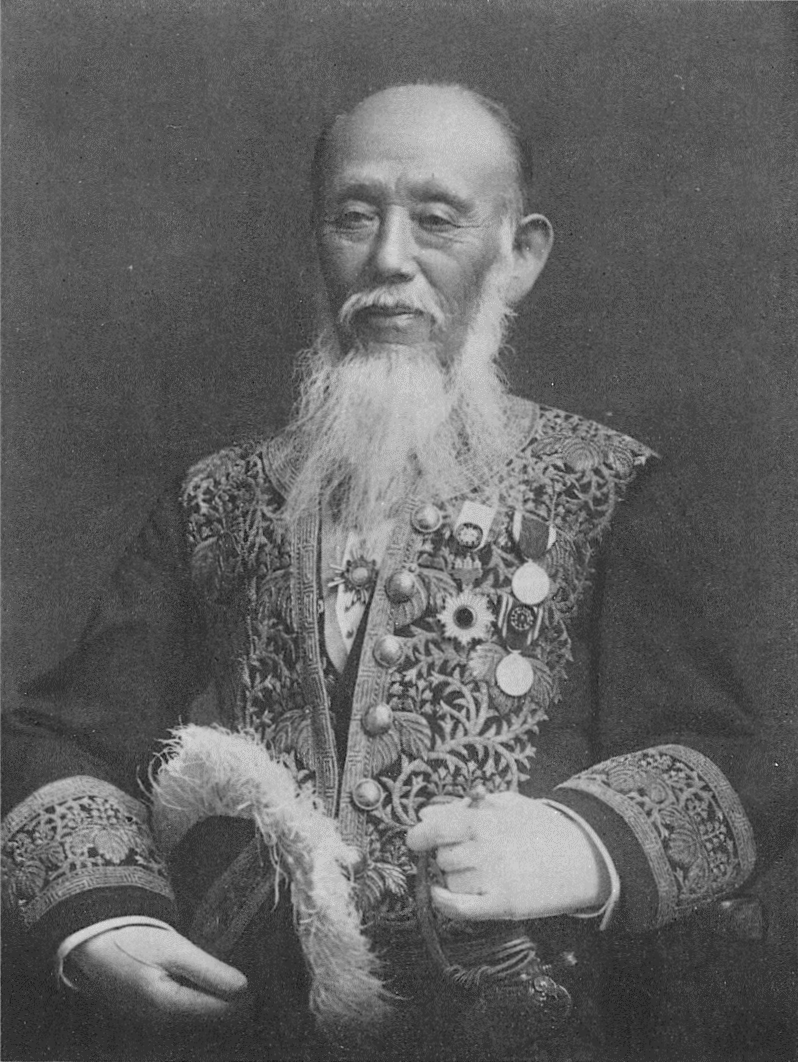
Председатель Верховного суда Кодзима Икэн

Часть членов японского правительства допускала возможность организации убийства Цуды Сандзо и последующее объявление о его смерти «в результате болезни». Большинство же считало необходимым судить полицейского военным судом с вынесением смертного приговора. Меж тем по законам мирного времени действия Цуды Сандзо квалифицировались как попытка предумышленного убийства, что наказывалось пожизненной каторгой. В числе прочего материалы расследования включали множество фотоснимков сделанных В. Д. Менделеевым.
К моменту инцидента в Оцу статья, предусматривавшая наказание за нападение на представителей царских семей и миссий иностранных государств, так и не была принята. Для возможности вынесения смертного приговора члены правительства планировали задействовать 116-ю статью Уголовного кодекса, согласно которой «лица, причиняющие зло императору, императрице, наследному принцу, подвергаются смертной казни», подразумевая её широкое толкование. 7 [19] мая императорским указом была введена предварительная цензура публикующихся материалов, связанных с иностранными делами. На фоне давления властей дело было передано из окружного в ведение Верховного суда. Его председателем за пять дней до случившегося был назначен Кодзима Икэн. Юрист выступил категорически против применения 116-й статьи и утверждал, что «имеет место попирание Конституции и оказывается внешнее давление на юрисдикцию»; согласно 57-й статье Конституции судебная власть была независима.
12 [24] мая с Кодзимой Икэном встретились премьер-министр Мацуката Масаёси и министр сельского хозяйства и торговли Муцу Мунэмицу. Последний напирал на то, что в тексте 116-й статьи упоминается просто «тэнно» («император»), а не «японский тэнно». Однако, по замечанию Кодзимы, когда в 1880 году Гэнроин пересматривал уголовное законодательство, упоминание «японского императора» было убрано специально, поскольку слово «тэнно» относилось исключительно к руководителю Страны восходящего солнца. Позицию Кодзимы по вопросу неприменения 116-й статьи поддерживали и некоторые другие юристы; он отвергал возможность мести со стороны России в случае, если смертный приговор не будет вынесен.

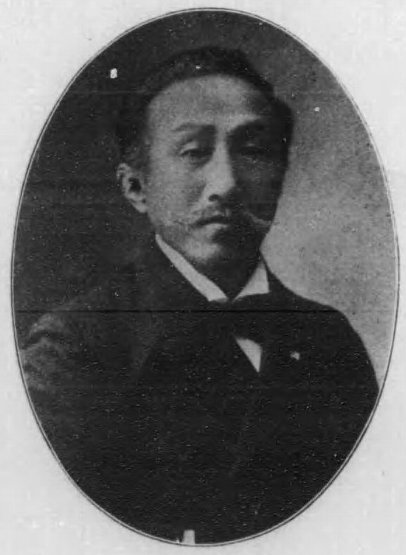
Генеральный прокурор

Судьями в деле об инциденте в Оцу выступили семеро юристов: Цуцуми Масами (председатель), Иноуэ Масакадзу, Нака Садамаса, Такано Санэсон, Ясуи Сюдзо, Киносита Тэцусабуро и Хадзи Цунэсукэ; Кодзима в личных беседах убеждал их не поддаваться давлению со стороны правительства.
Рассмотрение дела по существу при закрытых дверях началось после полудня 15 [27] мая; на слушании присутствовал в том числе и Кодзима Икэн. Следом за изложением генеральным прокурором Миёси Тайдзо сути дела и требованием вынесения смертного приговора, в защитной речи Танидзава, один из адвокатов Цуды, выразил надежду «не угодничая перед Россией, уладить дело, опираясь на японские законы». После прения сторон был объявлен перерыв. Решение было оглашено в шесть часов вечера; в его основу легли три статьи Уголовного кодекса: 292-я, 112-я и 113-я (первая часть). Шестью голосами из семи судьи постановили: «В соответствии с законом, преступление квалифицируется как покушение на убийство… подсудимый Сандзо приговаривается к пожизненным каторжным работам». По мнению японоведа Дональда Кина, «наиболее важным результатом» инцидента в Оцу, благодаря мужеству Кодзимы, явилось «укрепление японской судебной системы»; по словам другого исследователя, Рёсукэ Исии, решение стало «ярким примером независимости судебной власти от исполнительной».
Признавая ответственность за произошедшее покушение, министр внутренних дел Сайго Цугумити, министр иностранных дел Аоки Сюдзо и министр юстиции Ямада Акиёси ушли в отставку; назначенный на должность всего за несколько дней до нападения губернатор префектуры Сига, в которой расположен город Оцу, Оки Мориката был уволен.
По сообщению посла Японии в России Ниси Токудзиро, «все, начиная с императора России», были «полностью удовлетворены этим приговором». И хотя Дмитрий Шевич сам настаивал на смертной казни, впоследствии в секретной телеграмме на имя министра иностранных дел Николая Гирса он приводил доводы в пользу озвученного приговора: Япония не могла обвинить Россию во вмешательстве во внутренние дела, Цуда не стал героем-мучеником, и такой вердикт не провоцировал патриотов-шовинистов мстить иностранцам.
После вынесения приговора Цуда был временно помещён в тюрьму в Кобе, а 20 июня [2 июля] отправлен в тюрьму города Кусиро на Хоккайдо, где, согласно официальной версии, скончался от пневмонии 18 [30] сентября того же года. Дневник Кодзимы Икэна, описывающий инцидент в Оцу, был опубликован только в 1931 году.

## Причины нападения
Дмитрий Шевич характеризовал Цуду как «чистейший экземпляр отчаянного фанатика-самурая с дикой своеобразной логикой, выработанной односторонним пониманием китайских классиков, единственного образовательного материала, духом которого он был проникнут, и размышлениями про себя, постоянно устремлёнными в одном направлении, человека, глубоко ненавидящего иностранцев, гордого и самолюбивого, под личиной внешнего смирения мечтающего о великих подвигах и перемене своей скромной доли простого полицейского на более главное и почётное положение, от природы мрачного, упрямого, необщительного и сосредоточенного». По мнению Шевича, основной причиной нападения стало негодование по поводу оказываемых цесаревичу почестей: «…своими умолчаниями и намёками Цуда ясно даёт понять, что он считает Императора и народ униженными всеми этими овациями, а один раз даже прямо говорит, что… он боится оскорбить Императора». «Правительственный вестник» писал:

Одна ненависть к чужеземцам казалась бы недостаточною причиной для того, чтобы Тсуда Санцо решился на подобный отчаянный шаг, тем более что для него не было недостатка в случаях удовлетворить свои кровавые инстинкты, так как Отсу и озеро Бива ежедневно посещаются многочисленными иностранными туристами. С другой стороны, допустить, чтобы мотивом преступления являлась ненависть к русским — положительно невозможно уже по тому одному, что подобной ненависти в Японии не существует… Русские… менее всех вызывают недовольство японцев, во-первых, по своей малочисленности, а также и по особенным качествам, отличающим их от других наций; например, моряки наши в высшей степени популярны в японских портах, потому что они щедры и обходительны с туземцами… за исключением некоторых весьма редких газетных статей, ни одна местная газета в общем не отнеслась к ожидаемому событию приезда… Цесаревича иначе, как вполне сочувственно. Следовательно, не возбуждённый газетными толками злодей бросился на Цесаревича…
Тсуда Санцо глубоко ненавидел иностранцев вообще. За 8-летнюю службу свою в полиции, охрана нетерпимых им пришельцев входила в круг его обязанностей. Нрава он был сурового и нелюдимого, и его же товарищи отзываются о нём, как о человеке желчном и с дикими инстинктами, хотя крайне внимательном к своим служебным обязанностям.
Торжественная встреча, оказанная в Японии, в совершенно исключительной форме, Русскому Цесаревичу, Которому повсюду отдавались императорские почести, а главное — овационный характер приёма Августейшего Гостя самим народом в течение всего путешествия, давно уже мутили закоренелого «самурая», вспоминавшего, к тому же, как, в его юные годы, этот самый народ питал к чужеземцам чувства глубокой ненависти.
Восторженный приём в Киото, древней столице Японии, всегда отличавшейся своим анти-иностранным фанатизмом, довершил дело озлобления в душе преступника. Он не мог перенести рассказов о народном приветствии в Киото… это осквернило мрачного аскета, и когда он, поутру рокового дня, выстраивался в рядах своих товарищей, предназначенных для охранения…, он, надо полагать, уже принял своё гнусное решение.
Вот единственно логичное объяснение преступления…

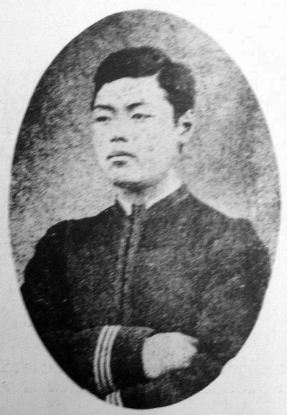
Цуда Сандзо (1855—1891)

Наиболее интригующей, по словам японоведа Дональда Кина, является версия о том, что мотивация Цуды происходила из слухов вокруг Сайго Такамори, поднявшего Сацумское восстание в 1877 году и впоследствии покончившего жизнь самоубийством. В частности, согласно слухам, Сайго спасся, нашёл убежище на территории Российской империи и теперь вернулся в Японию вместе с цесаревичем для осуществления деструктивной деятельности. По ещё одной версии Цуда мог совершить нападение из-за того, что цесаревич при посещении буддистского храма не стал снимать в его помещениях обувь. Кроме того, полицейский был недоволен передачей Российской империи острова Сахалин.
Меж тем Цуда заявлял, что впервые идея убить цесаревича возникла у него в тот же день, 29 апреля [11 мая], когда Николай и Георг посетили расположенный на холме Миюкияма памятник воинам, погибшим во время Сацумского восстания, а сам полицейский стоял на своём посту возле монумента. Тогда он думал, что в 1877 году, принимая участие в боевых действиях, был героем, сейчас же, в 1891 году, является обычным полицейским.
Цуда считал, что иностранцы не оказывали памятнику должного почтения и к тому же должны были сначала посетить императора Мэйдзи в Токио, а не ехать в Нагасаки. Кроме того, внимательное изучение окрестностей, по его мнению, показывало, что Николай и Георг являются шпионами; в некоторых японских газетах высказывалось мнение, что истинной целью прибытия российского цесаревича является поиск уязвимостей в обороне Японии. Но Сандзо не знал, кто из двоих кем является, и поэтому тогда не стал совершать нападение. Однако, когда ему в числе других полицейских было поручено охранять улицу, по которой двигались рикши, Цуда решил, что если и сейчас позволит Николаю уйти невредимым, то в следующий раз он вернётся в Японию уже в качестве захватчика, и потому бросился на него. По словам историка Александра Мещерякова, у Цуды Сандзо, «как это явствует из его показаний, были серьёзные проблемы с психикой… Бывший самурай захотел решить свои внутренние проблемы, канализировав свой комплекс в сторону иноземцев, то есть поступил в соответствии с тем, чему его учили в детстве, когда лозунг „изгнания иностранцев“ пользовался особенно большой популярностью. А теперь милитаристско-националистические настроения вновь набирали силу…».

## Реакция в Российской империи и Японии
В Российской империи о произошедшем покушении стало известно из перехваченных сообщений посланника Голландии в Японии Биландта. Новость была встречена с тревогой, но, по утверждению Николая Гирса, Александр III и Мария Фёдоровна почувствовали облегчение после того, как получили от Николая телеграмму, в которой цесаревич сообщал о несерьёзности травмы. В условиях дефицита информации в обществе получили распространение версии, что нападавший мог быть сбежавшим из ссылки с Сахалина или из Сибири либо японцем, нанятым российскими революционерами.
В страну, по словам дипломата Владимира Ламсдорфа, «поздравительные и выражающие симпатию телеграммы» сыпались «со всех сторон… Монархи и монархини, папа, султан, шах, президенты республик и т. д.» истощали «свой запас самых разнообразных фраз». Святейший правительствующий синод предписал «епархиальным преосвященным и духовенству всей Империи творить в кафедральных соборах, а также во всех приходских, монастырских, равно военного и морского духовенства церквах о благополучном совершении предпринятого Их Императорскими Высочествами путешествия особые моления…».

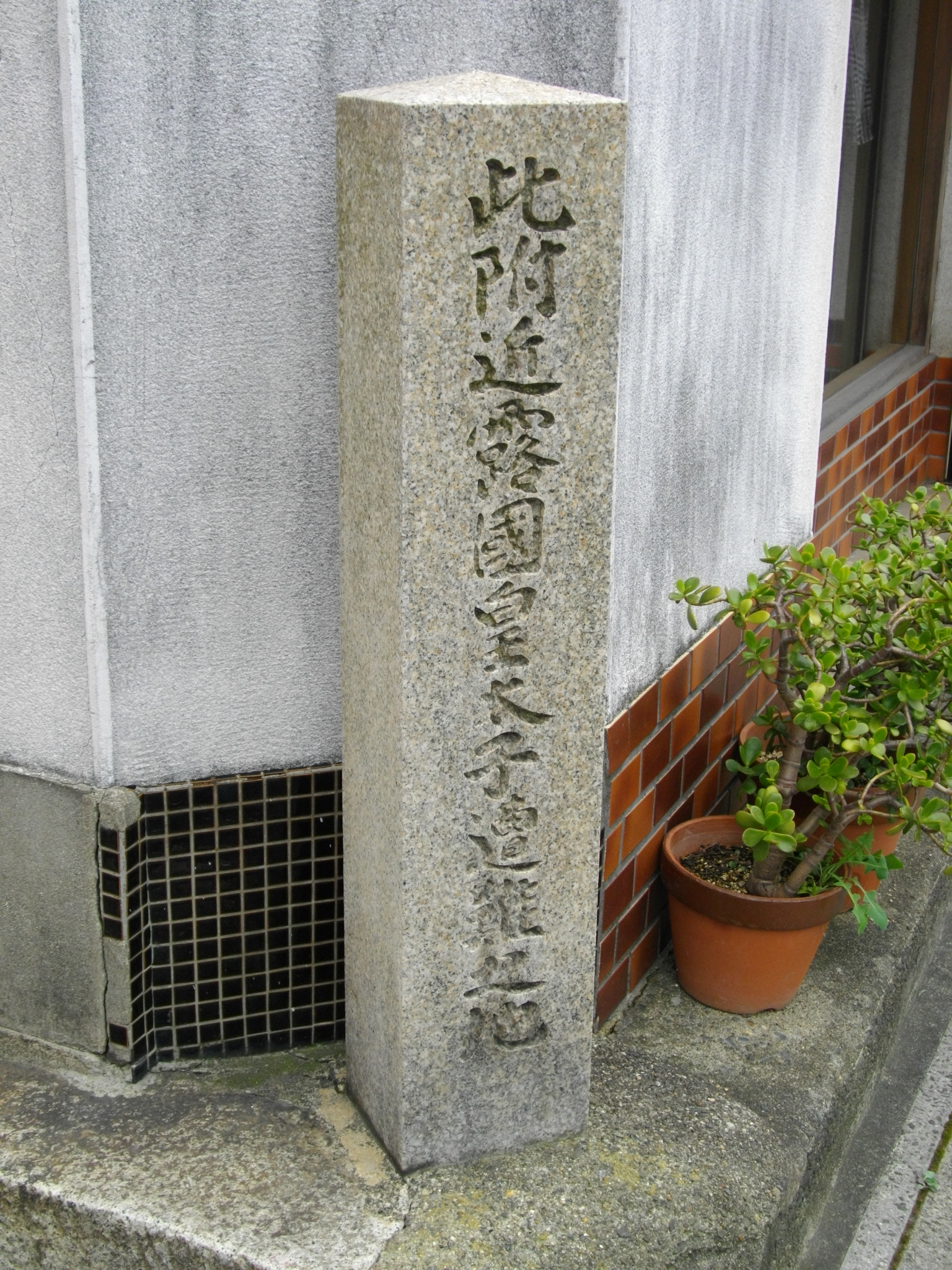
Монумент в городе Оцу, установленный близ места нападения

Реакцию общественности отражали в своих статьях японские газеты. По мнению автора «Нити нити симбун», «ни один японец, не будь он безумцем, идиотом или фанатиком, не смог бы задумать такой поступок», а в «Тоё симпо» утверждалось, что «злодей, нанёсший раны прославленному гостю, которого весь народ стремился чтить, не будет достаточно наказан, пока его тело не будет разрезано на сто частей».
В деревне Канаяма префектуры Ямагата, родной для совершившего нападение, созванный совет запретил называть детей именем Сандзо и фамилией Цуда; родственники покушавшегося стали изгоями. Высказывались предложения о переименовании города Оцу ввиду его опозорения; надеясь искупить вину за покушение своей кровью, совершила самоубийство, заколовшись, перед зданием киотоской мэрии молодая девушка — Хатакэяма Юко. Вместе с тем в российскую дипломатическую миссию поступили и несколько писем с одобрением поступка Цуды Сандзо.
Из числа всех иностранных правительств, по мнению Эспера Ухтомского, «особенное внимание и участие проявил Китай… Посланник его приехал даже самолично в Кобе приветствовать Августейшего путешественника», а «главнейший» из «деятельных сановников Небесной империи» Ли Хунчжан направил Николаю послание на английском языке.
По описанию «Правительственного вестника», «взрыв негодования» в Японии «был всеобщий и неудержимый. Можно сказать, что нет города, селения, общества или учреждения, от которых не поступило бы… какого-нибудь заявления ужаса и омерзения по поводу совершившегося преступления. Адресы, письма, телеграммы и визиты считались тысячами»; на 7 [19] мая «по приблизительному расчёту… всех заявлений… поступило около 24 тысяч. Кроме того, в Киото и Кобе почти ежечасно являлись депутации даже из самых отдалённых губерний, приносившие адресы и подарки Наследнику Цесаревичу». Не было также «недостатка в сочувственных изъявлениях» и «со стороны японского духовенства и учащейся молодёжи»; «по всей Японии бонзы и синтоистские жрецы совершали публичные моления за выздоровление Цесаревича…».
В память о случившемся в городе Оцу была возведена часовня, а близ места нападения установлен монумент; построены Храм Преподобного Сергия Радонежского в Москве и Богоявленская церковь в Санкт-Петербурге. Литературное отражение инцидент в Оцу нашёл в стихотворениях Аполлона Майкова («Царственный юноша, дважды спасённый! // Явлен двукраты Руси умилённой…»), Алексея Апухтина («Ночь опустилась. Всё тихо: ни криков, ни шума… // Дремлет царевич, гнетёт его горькая дума…») и Владимира Гиляровского («Цесаревич Николай, // Если царствовать придётся…»). Своё стихотворение по случаю написал и Эспер Ухтомский («Тяжёлый, долгий день… Бессмертный, страшный миг… // И улыбалась твердь, и дол кадил сиянием…»).
Как указывает канадский историк Дэвид Схиммельпеннинк, инцидент в Оцу стал «одним из самых устойчивых клише, связанных с истоками русско-японской войны 1904—1905 годов»: «многие… связывают причины будущего конфликта между Россией и Японией с этим покушением», несмотря на то, что боевые действия были начаты японской, а не русской стороной.

## Комментарии

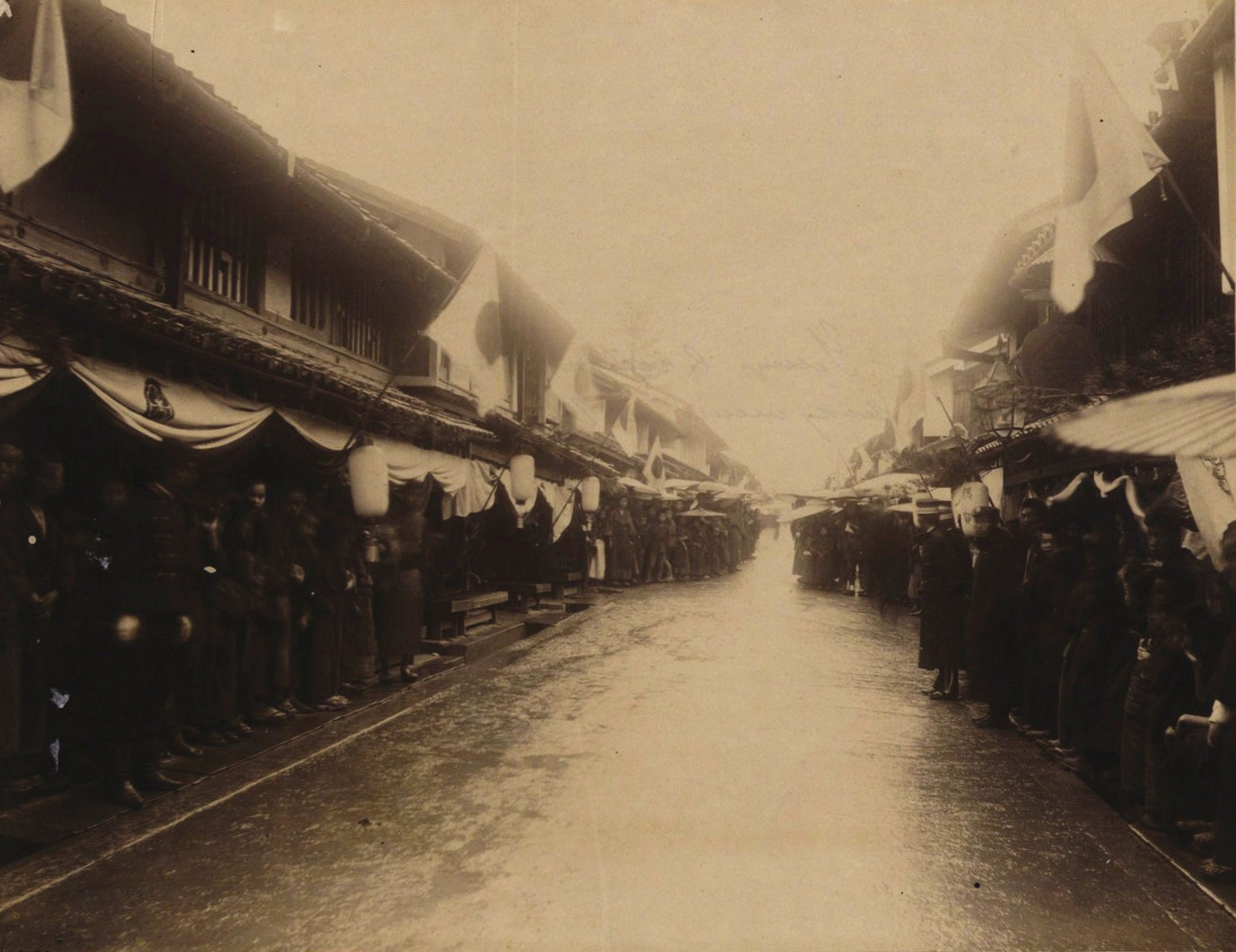
Люди на улице в Оцу

1. ↑  Из-за взволнованности сам Николай, описывая происшествие в дневнике, был неточен в деталях. Он, в частности, ошибочно указывал, что Георгу удалось сбить напавшего с ног[17].
2. ↑  Впоследствии кровь, оставшаяся на рубашке после покушения, использовалась в экспертизе ДНК с целью установления, принадлежат ли останки, найденные в 1991 году на Старой Коптяковской дороге близ Екатеринбурга, Николаю II и его близким[30].
3. ↑  292-я статья УК предусматривала смертную казнь за предумышленное убийство. 112-я статья допускала смягчение наказания на случай, если преступление не было завершено вследствие действия непреодолимой силы. Первая часть 113-й статьи распространяла действие 112-й статьи на случаи, когда преступление задумывалось, но не было совершено[71].
4. ↑  Имя седьмого судьи, не согласного с данным решением, достоверно неизвестно: это был либо Такано Санэсон, либо Нака Садамаса[72].
5. ↑  С инцидентом в Оцу также связано и происхождение фразы «японский городовой»[93].